# Fate (Fate)
Fate è il primo album in studio dei Fate, uscito nel 1984 per l'Etichetta discografica Capitol Records.

## Tracce
1. Love On The Rocks
2. Fallen Angel
3. Rip It Up
4. Victory
5. Danger Zone
6. (She's Got The) Devil Inside
7. Downtown Boy
8. Do You Want Me
9. Backdoor Man
10. We're Hot

### Bonus track (remaster MTM Music)
- 11. Summerlove (Reissue Bonus Track)
- 12. Hunter Reissue (Bonus Track)
- 13. Summerlove (Maxi Remix)

## Formazione
- Jeff "Lox" Limbo - voce
- Hank Sherman - chitarra
- Pete Steiner - basso, tastiere
- Bob Lance - batteria